# Léon Trippault
Léon Trippault (* 1538; † im 16. Jahrhundert) war ein französischer Historiker, Gräzist und Romanist.
Léon Trippault, sieur de Bardis, war Jurist in Orléans. Die Romanistik kennt ihn als einen der ersten Autoren, die über die Herkunft einer romanischen Sprache nachdenken. Wie zur gleichen Zeit Joachim Périon (für das Französische) und Ascanio Persio (für das Italienische) ist er vom griechischen Ursprung überzeugt und versucht den Nachweis durch Wörterbücher, in denen er französische Wörter auf griechische zurückführt.

## Schriften
- Coustumes générales des bailliage et prévosté d’Orléans et ressorts d'iceux. Reveues, corrigées et de nouveau augmentées d’annotations... par Léon Trippault,... Plus un extrait de l’antiquité et choses plus notables d’icelle ville, fidelement recueilly par le meme auteur, des cosmographes et historiens, Orléans 1570
- Ordonnances du roy François sur le faict de la justice et abbréviation des procès,... avec aucunes sommaires annotations latines y adjoustées, Orléans 1572
- Dictionnaire françois-grec, Orléans 1577 (77 Seiten)
- Celt’-hellenisme ou, Etymologic des mots françois tirez du græc. Plus. Preuves en general de la descente de nostre langue. Par Leon Trippault, sieur de Bardis, conseiller du Roy au siege presidial d’Orleans, Orléans 1580 (Nachdruck Genf 1973), 1581 (Volltext; Nachdruck Paris 1973), 1983, 1586 (311 Seiten; Wörterbuch, S. 1–295) (Im Wort „Celt’-hellenisme“ drückt sich Trippaults Überzeugung aus, dass die Kelten auf französischem Boden Griechisch sprachen.)